# Aphnaeus jacksoni
Aphnaeus jacksoni är en fjärilsart som beskrevs av Henry Stempffer 1954. Aphnaeus jacksoni ingår i släktet Aphnaeus och familjen juvelvingar. Inga underarter finns listade i Catalogue of Life.